# محمود فتحي
محمود فتحي (7 مايو 1988 بكفر الشيخ في مصر - ) هو لاعب كرة قدم مصري في مركز الوسط.

## وصلات خارجية
- محمود فتحي على موقع قاعدة بيانات كرة القدم.إي يو (الإنجليزية)
- محمود فتحي على موقع Soccerway.com (الإنجليزية)
- محمود فتحي على موقع كووورة